# Lioe Tiong Ping
Lioe Tiong Ping (* 24. Juni 1972 in Pekalongan) ist ein ehemaliger Badmintonspieler aus Indonesien.

## Karriere
Lioe Tiong Ping gewann 1993 die Polish Open im Herreneinzel. 1994 siegte er bei den Canada Open. Bei den Swedish Open des gleichen Jahres stand er ebenso wie im Finale der US Open. Bei den Hong Kong Open 1994 schaffte er es ins Halbfinale.

## Erfolge
| Saison | Veranstaltung  | Disziplin    | Platz | Name            |
| ------ | -------------- | ------------ | ----- | --------------- |
| 1993   | Polish Open    | Herreneinzel | 1     | Lioe Tiong Ping |
| 1994   | Canada Open    | Herreneinzel | 1     | Lioe Tiong Ping |
| 1994   | Swedish Open   | Herreneinzel | 2     | Lioe Tiong Ping |
| 1994   | US Open        | Herreneinzel | 2     | Lioe Tiong Ping |
| 1994   | Hong Kong Open | Herreneinzel | 3     | Lioe Tiong Ping |